# Erebus intermedia
Erebus intermedia là một loài bướm đêm trong họ Erebidae.

## Hình ảnh

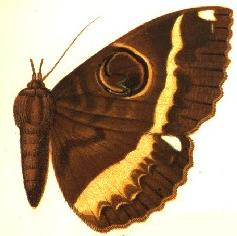